# Saint-Romain-et-Saint-Clément
Saint-Romain-et-Saint-Clément – miejscowość i gmina we Francji, w regionie Nowa Akwitania, w departamencie Dordogne.
Według danych na rok 1990 gminę zamieszkiwały 332 osoby, a gęstość zaludnienia wynosiła 24 osób/km² (wśród 2290 gmin Akwitanii Saint-Romain-et-Saint-Clément plasuje się na 850. miejscu pod względem liczby ludności, natomiast pod względem powierzchni na miejscu 827.).